# Roder
Roder (Luxemburgs: Rueder) is een plaats in de gemeente Clervaux en het kanton Clervaux in Luxemburg.

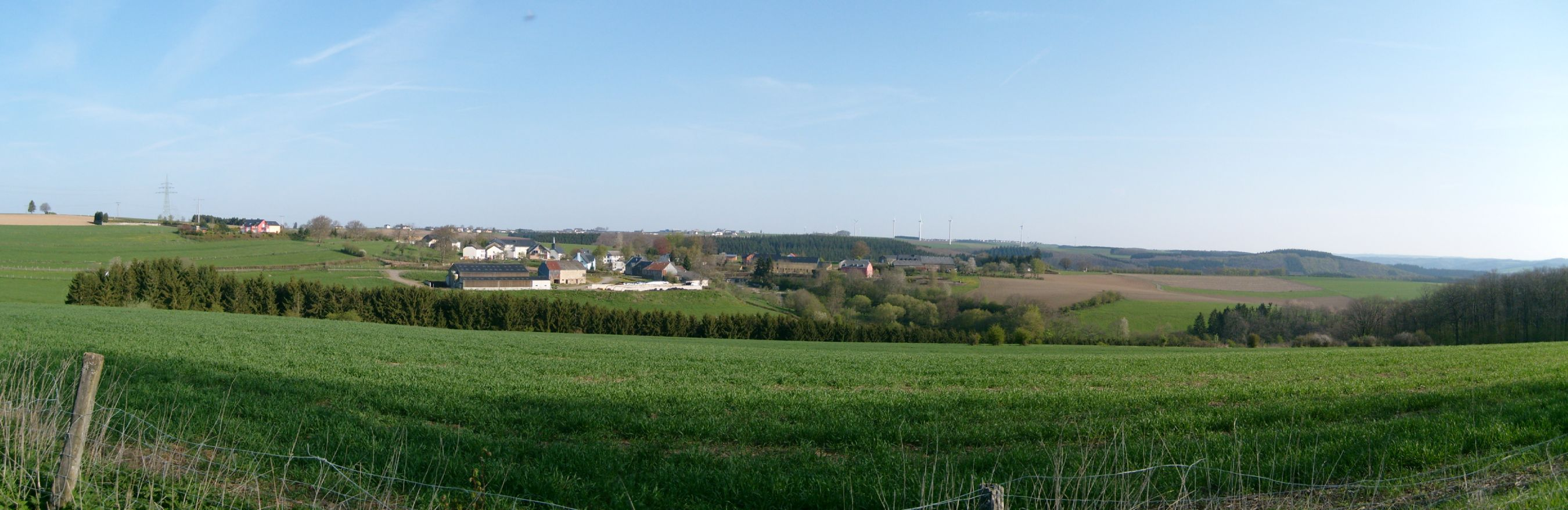
Panorama

Roder telt 62 inwoners (2001).

## Bezienswaardigheden
- Sint-Eligiuskerk

## Nabijgelegen kernen
Dasburg, Marnach, Fischbach, Hosingen, Rodershausen